# 除夜の悲劇
『除夜の悲劇』（じょやのひげき）（原題：Sylvester: Tragödie einer Nacht、英語: New Year's Eve）は、1923年に制作されたモノクロ無声のドイツの映画である。
『カリガリ博士』をはじめとする問題作の脚本を書いたカール・マイヤーの脚本により、ルプ・ピック監督が演出した”室内劇”映画である。。
本作は、字幕テロップは一切、使わない、無字幕映画である。

## ストーリー
ドイツのカフェテリアの店主には、結婚して間もない妻と赤ん坊がおり、一家は店の裏に住居を構えていた。大晦日、店主の老母が訪ねてくる。当初夫婦は歓迎していたものの、店主が店に出ると、嫁と姑に不穏な空気が漂う。母は壁に飾られた写真を見て、自分と息子との写真が、夫婦の写真よりも惨めな額に入れられていることに嘆き、嫁との口論に発展する。戻ってきた店主は止めようとするが、怒った妻は赤ん坊を連れて出ていく。店主は母を追い出すこともできず、ただ泣き崩れまるばかりだった。その後赤ん坊を連れた妻が戻ってくるが、姑との間で憎しみが露わになり、ついには大喧嘩へと発展する。男性はどちらにつけばよいのか迷った末に拳銃自殺する。深夜、カフェテリアで騒いでいた者たちが店主の家に来て事態を知り、青ざめて去っていく。そして新年が過ぎ、母と妻が夫の死体の前で黙り、揺りかごの子供は泣き続ける。

## キャスト
- 夫 - カフェテリアの店主：オイゲン・クレッパー
- 店主の妻：エディット・ポスカ
- 店主の母：フリーダ・リヒャルト

## スタッフ
- 監督：ルプ・ピック
- 原作・脚本：カール・マイヤー
- 撮影：グイド・シーベル、カール・ハッセルマン

## 批評
ルプ・ピックは14年間で23本の映画を監督しているが、その代表作が「破片」と「除夜の悲劇」の二本だけである。その為、ルプ・ピックはカール・マイヤーの脚本を映像化してフィルムに焼き付ける技術を提供したにすぎず、この作品はカール・マイヤー作品であると言うことができる。